# 月下の棋士
『月下の棋士』（げっかのきし）は、能條純一による日本の漫画作品。監修は河口俊彦。『ビッグコミックスピリッツ』（小学館）で連載され、単行本は小学館ビッグコミックスから全32巻、小学館文庫版全20巻が刊行されている。
2000年にテレビ朝日系列でテレビドラマとして放送された。『月曜ドラマ・イン』最終作品である。

## 概要
将棋を題材にした代表的な作品。現実の将棋界には起こり得ないハプニング描写、強烈な棋士たちによる印象深いセリフで人気を博した。
作中では「棋士には月下の光がよく似合う」、「駒が泣いているぜ」という名言が生まれた。さらに盤を裏から覗いた独自のアングル、対局中に駒が光る・喋る、進行した局面図をあぶり出しのように表すなどの描写も特徴的。一方、河口俊彦六段（当時）監修のもと、対局シーンは実際のプロ棋士の棋譜を元にしており、綿密な知識的裏付けがなされている。

## あらすじ
子どものころから高知の港町で祖父にしてかつての名人・御神三吉に将棋を学びながら育ってきた氷室将介は祖父の遺言を胸にプロ棋士を目指して上京し、奨励会に入会する。順調に昇級を重ねる中、氷室は将棋会館特別対局室にて後の宿命のライバルとなる滝川幸次名人と出会い、滝川との対局、勝利を目指していく。

## 登場人物
登場人物の多くは、実在のプロ棋士をモデルにしているが、本家とかけ離れているケースが多い。なお、段位・クラスは初登場時のものとする。

### 主要人物
氷室将介（ひむろ しょうすけ）
演 - 森田剛
本作の主人公。十七世名人。1975年生まれ。高知県出身。御神三吉九段、虎丸竹千代九段門下。
伝説の棋士・御神三吉の孫。幼少期より祖父・三吉と数え切れぬ対局をこなし、天才的な棋力を有している。祖父譲りの「初手端歩」を愛用する（南禅寺戦の故事から）。作中で「駒の声が聞こえる」「強い奴の駒が光って見える」と述べるなど、将棋への計り知れぬ愛着・覚悟が見て取れる。対局中は『猖獗』と称される常軌を逸した集中力を発揮し、命を消耗させて終局まで読みきる荒業を用いる。
服装は常にツバ付き帽子を被り、ラガーシャツを着て、ジーパンを履いている。被っている帽子のツバで対局相手と視線を合わせなかったり、ツバ越しに対局相手を睨みつけたりするが、時々被っている帽子のツバを後ろに回して対局相手と対峙することもある。
祖父に劣らぬ豪快で物怖じしない性格。目上の人物であろうが呼び捨てにし、暴言を堂々と吐く。更に奨励会員や棋士に対して詰み局面で絵を描くように誘導したり、大半の駒を取って無残に負かし、関崎に「破壊マシーン」と評されるほど相手に絶望感を与えるような態度をとるため、将棋界では孤立した存在となっている。
祖父の死後、名人位を目指して上京。祖父の遺した推薦状を携え、奨励会に直談判。そこで将来有望な板東・関崎相手に圧勝する。書類上の師匠が虎丸となり、特例で初段で奨励会入りする。その後で奨励会時代は、第14回三段リーグの鈴本永吉戦以外で勝利し続け、プロ入り。王竜戦トーナメントでも勝ち進み、名人経験者である刈田升三と大原巌相手に勝って初代王竜となる。しかし、幸田真澄に暴力を振るったため王竜を剥奪され、除名寸前の危機に立たされる。その騒動の中で滝川幸次名人との非公式戦で対局して勝利を目前にするが、一手詰みを見逃してしまい、直後に自玉に効きを晒す手を指して敗北。幸田への暴力事件については棋界の大物である刈田が責任を持って身を預かることになり、除名は免れた。その後も順位戦で強敵の大和岬や佐伯宗光に勝って、無敗のまま最速でA級へ昇級する。第57期A級順位戦では三国イワン、首藤崇、光本龍一、土居学、大和天空相手に5連勝と好スタートを切るが、第6戦の山内和馬戦で村森聖の出した勝ちの一手を出してプロ公式戦で初めて敗北。第7戦の坂口吾平戦でも敗北して成績が5勝2敗となり、7戦無敗の佐伯がいるため自力での1位（名人挑戦権）が消滅する。しかし、第8戦の佐伯との直接対決、第9戦の結果、佐伯とのプレーオフ、今期限りへの引退を表明した滝川名人への挑戦を目指す。
棋界事情に疎く、対局相手やスケジュール、対局場所を分かっておらず直前になって初めて知る、という描写もある。
風貌や性格はオリジナルだが、その圧倒的強さや対局中のオーラは羽生善治を取材した時のカルチャーショックを元にしている。他の登場人物の名前は実在の棋士から取られている場合もあるが、氷室の場合はその“カルチャーショック”のせいで「羽生善治」の名前は使われていない。
氷室が初手端歩を突かなかった対局は三段リーグ戦の鈴本戦（8四歩）、第53期C級2組順位戦の武者小路戦（6二銀）、王竜戦準決勝の刈田戦（3四歩）、第57期A級順位戦の三国戦（7六歩）・光本戦（5四歩）・天空戦（8四歩）がある。また氷室が初めて端歩を突く前に他の駒が動いていると思われている対局として第57期A級順位戦の坂口戦があり、対局途中において氷室の端歩が初期位置のままである対局として第53期C級2組順位戦第9戦（対戦相手名不明）がある。
滝川との名人戦終了後、やりがいを失ってしまったのを理由に名人位の返上を宣言し、そのまま高知に帰ろうとするが、滝川との因縁をきっかけに関係の深かった立原真由美からの告白を受けて思い留まり、後に彼女と結婚した。
後日談となる10年後、大原の孫である鉄太と名人戦で対局するところで物語は完結する。
滝川幸次（たきかわ こうじ）
演 - 田辺誠一
氷室の宿敵。十六世名人。1971年5月5日生まれ。兵庫県神戸市出身。村木武雄十四世名人門下。関西奨励会所属。
史上最年少で名人位に就いた棋界の第一人者。圧倒的な強さを誇り、第51期名人戦で大原から名人位を奪取して以降、6連覇を成し遂げて永世称号を得る。
常に冷静沈着で物怖じしない性格。初期に名人を取った際には大原の壁をなお感じ、挑戦を受ける際に盤外戦に動揺もしたが、そうした盤外戦も後半では全く通じなくなっていった。表情が少なく、外面的に冷徹な印象が強い。将棋の神が名人を選ぶという考えを持つ人物であり、交通量の多い赤信号の横断歩道を無事に渡ることで自らが選ばれし人間であることを確認する、という場面も多い。後に自身が『名人』という唯一の生物・"神"になろうとした。名人位を獲得してからは特に奇行や突飛な発言が目立つ「変人」として描かれ、周囲をやきもきさせることもしばしばである。しかしその一方では常人を超越したオーラを持つ男でもあり、同様にオーラを持つ氷室をして氷室との非公式の対局の場で一手詰みを見逃させたり自玉に利き手を晒す手を指させて負かすほどである。ひそかに村木の妻に愛を注いでいる。好敵手、氷室との対決に強く執着し、彼との対局が自身の運命と言いきるほど。滝川と氷室との対決が宿命になっていることが、この漫画のテーマである。第57期A級順位戦第4戦中に第57期名人戦を最後に引退することを表明。挑戦者となった氷室に勝勢を築きながら、指し続けることが出来なくなって敗退。10年後は病院に入院している。
モデルは谷川浩司。
立原真由美（たちはら まゆみ）
演 - 山口紗弥加
本作のヒロイン。「毎毎新聞」文化部の新米記者。氷室よりも少し年上。
物語当初は少しばかり太めの体型だった。ミーハーで面倒見のよい性格。駒の動かし方すらロクに分からないなど、将棋に関してはまったくの素人であった。まもなく「秋葉原将棋倶楽部」で将棋を指すシーンもあるが、自玉に王手が利いたまま王手をするなど、棋力は弱いまま。
氷室と滝川の対局中に氷室の封じ手を預かったことから氷室とたびたび関わりを持つようになり、やがて好意を持つ。新聞に自ら企画したシリーズ「大名人への道」を寄稿していた。王竜戦準決勝の刈田戦に勝った後に駅のホームで寝ていた氷室にインタビューしようとしたが、氷室が寝ている間も将棋のことを考えていたため、駅のホームに毛布を持ち込み、一夜泊りがけで膝枕で氷室を寝かせた。非公式の名人対王竜戦では刈田に教わりながら記録係を担当。滝川との勝負が近づいてきた氷室から「自家製のとんかつを作って欲しい」と言われて、氷室に手作りのとんかつ弁当を振舞った。滝川が「第57期名人戦を持ち時間制限なしの一番勝負」を申し出た時、「私（記者）から見た滝川名人と氷室八段の6年」というタイトルで記事を寄稿した。滝川との名人戦終了後高知に帰ろうとする氷室に「あなたが将棋を愛しているように私もあなたを愛しているから」と自分の思いをメモに書いて告白して引き留め、後に氷室と結婚した。
御神三吉（みかみ さんきち）
演 - 高松英郎
本作のキーパーソン。氷室の祖父。九段。高知県出身。
現役時代「棋界の暴れん坊」の異名を取った伝説的な棋士。氷室に劣らぬ豪快な性格。生前「将棋で負けて得るものは何もない」が持論。1947年、「日米・将棋とチェスの手合い」という名目でソ連外交官のユーリ・ミクリコフとチェス対戦をしたが、相手の反則負けで勝利した。1963年、第21期名人戦で村木名人に挑戦し、名人位まで後一歩だったことがある。その最終第7局、アクシデントから村木に「目隠し将棋」を挑むが、村木の策略にはまり屈辱的な負けを喫する。その後、1975年に行なわれた記念対局で村木相手に「初手端歩」を指すが、これに村木が激怒し、後に将棋連盟から除名処分を受け、故郷の高知に戻る。この「初手端歩」は孫の氷室に受け継がれた。棋士として、養父として氷室を厳しく温かく育てた。氷室の上京前に病死した。
モデルは実在の歴史上の棋士・坂田三吉。

### 棋士

#### 歴代名人
村木武雄（むらき たけお）
演 - 仲谷昇
御神の宿敵。十四世名人。神戸市御影在住。
かつて御神と名人位を争い勝利した。名人19期防衛。物語開始の時点ではすでに引退している。1963年、第21期名人戦で御神の挑戦を受け、3勝3敗で迎えた第7戦の対局中、アクシデントから「目隠し将棋」を挑むが、自身が仕掛けた策略で勝利をした。1973年に名人位を大原に奪われた。1975年の記念対局で御神と対局した時に御神の「初手端歩」を受けた際には激怒し、将棋連盟で御神を除名処分にしたが、この対局後も御神に怯え続けた。その後、天空との非公式の対局で敗れ、徐々に精神が破綻。滝川の名人位獲得は自分が名人も同じと考え、滝川を支配し続けようとする。現役時代は有望な若手との対局でわざと一刺しにせずにじわじわと王を殺す差し回しをしていた。日本一を賭けて氷室と滝川の非公式の対局中、自身の敗北を自覚してしまい、自害する。作中で最も才能があり、最強の棋士と評される。
モデルは木村義雄（木村の実像に近いのは大原巌ともある）。
大原巌（おおはら いわお）
演 - 中尾彬
日本将棋連盟会長。十五世名人。血液型A型。乙女座。
受けの名手。1973年に村木から名人位を奪い、長年にわたり第一人者した棋界の巨匠。また盤外戦も得意とし、対局相手の動揺を誘うような発言を行う戦巧者。作中時には病気を患っている。第51期名人戦で3勝3敗で迎えた第7戦で滝川に名人位を奪われる。第52期名人戦では挑戦者となり、第1戦では滝川との対局で絶妙の受けで勝利。3勝3敗で迎えた第7戦で詰み筋を見つけるも体調を崩し、最後の力を振り絞って一手指し失神。しかし、大原が指せないのをいいことに次の手を指した滝川の前に時間切れ負けを喫する。「名人戦以外のタイトル戦は不要」が持論だったが、自身の死期を悟ったこともありリベンジを賭けて初代王竜として滝川との対戦を目標とする。そして王竜戦決勝で氷室と当たり勝利目前になるも、酸素ボンベが無くなり思考回路が鈍くなる中で指し続けるうちに形勢を逆転され敗北。そのまま息絶えた。「指すことが生きること」という至言を発する。かつて、村木と御神の第21期名人戦第7戦で記録係を担当した。御神からは「たとえ名人になれても、一番にはなれない男。へそ曲がりで女にはだらしなく、折れるとモロい」と評された。鉄太という孫がいる。作中登場人物で勝負させれば一番強いと評されている。
モデルは大山康晴と中原誠で、木村義雄の実像に近いともある。
刈田升三（かりた ますぞう）
演 - 寺田農
大原の宿敵。実力制第四代名人。御神三吉に師事。東京都出身。
1975年に名人位を大原から「4-0」で奪った。その後、大原に奪われるも、第35期名人戦で「4-2」で再び大原から名人位を奪還し、3期を保持。その頃に村木名人に記念対局で挑戦するも、いいところなしで敗北。「プロは勝ちこそがすべて」という大原の理念に真っ向から反する「プロは面白い手を指してナンボ」「負けて得るものもある」という理念を持つ。禁煙を公言しながらもたばこを吸い、何回も引退すると言いながら全くしない等、非常に人間臭い男。プロ棋士になる夢が破れた弟子の鈴本に会いに北海道に何回か行ったり、大阪に住む村森の母親に会いに行ったり、氷室の世話をしたりする一面も。王竜戦では準決勝で氷室と戦うも敗れる。第55期・第56期名人戦と滝川名人に挑戦するが2回とも0勝4敗のストレート負けを喫した。第57期A級順位戦では徐々に棋力が落ち、不戦勝の光本以外は第7戦まで負け続けてA級降級目前だったが、第8戦の山内戦で捨て身の歩を指したことで勝利し、2勝6敗で残留争いに望みを賭ける。古株の意地や亡き大原のエールで意地を見せ、滝川との対局を目標とする氷室の順位戦最終戦の前に立ち塞がった。氷室に敗れたものの、天空が死去したためにA級に残留した模様。
好きなたばこはピースで、全盛期や禁煙を破った際には一晩の対局で10数箱以上を吸ってしまうほどのヘビースモーカー。このため、将棋会館には「刈田専用」の特別大きな灰皿が置かれていたほどである。ただし1本1本は深く吸わず、少し味わったら灰皿へ置いてしまう癖がある。
終盤で、氷室の実父であることが明らかになる。10年後も現役棋士であり(ただし対局は一時休止している様子)、第67期名人戦の特別立会人を務める。
モデルは升田幸三。本作登場人物の中でもっともモデルに近いとされる。

#### A級
大和天空（やまと てんくう）
演 - 麿赤児
大原・刈田と同世代。「棋界最強の男」と呼ばれる凄腕棋士。スキンヘッドにサングラスというヤクザ風の容貌。性格も粗野かつ凶暴。
登場時点の勝率は6割だが、負けは不戦敗だけという事実上勝率100%の男。かつてある女性を巡って村木と争った経験があり、「村木が負けたらその女性をやる」とし、一手指すごとに村木の心に敗北感を刻み込んだ。養女である岬に異常なまでの執着心をみせる。村木に「将棋を愛していないため、名人の権威を失いただの商品と化してしまうため、名人にさせたくない」と言っていたが、天空は「名人は飾り物。自分は店看板にはならない」が口癖で、名人になる意欲はなかった。しかし、第53期名人戦で養女である岬のために自身を強く憎む滝川と名人を争い、これを「死のバトル」と称して猛るが、「あなたのような男に勝ちたいとも思わない」という滝川が一手も指さずに自ら時間切れによる黒星を重ねたところから、駒を動かし始めるや途端に惨忍にいたぶられた。これ以後心が折れてしまったためか、荒々しげな気風は萎えて、将棋も徐々に弱体化し、病を患うことに。第57期順位戦では不戦勝の光本戦と刈田戦以外は負け続けており2勝6敗でA級降級も危ぶまれたが、天空が「菩薩」と見定めた女性との出会いを通じて開眼、第9戦の佐伯戦では佐伯を圧倒。対局中に生死をさまようが、きわどく寿命が持ち佐伯に勝利、A級棋士のままで生涯を終えた。
古葉健（こば けん）
大原・刈田よりも少し下の世代。「無冠の帝王」の異名を取る実力者。トップ棋士の中で唯一氷室との対局シーンがない。
女たらしで私生活に問題があって自ら表に出るのを拒んでいた。病を患って味覚が変化している。亡くなった愛人に「名人」を捧げるため、命を懸けて第54期名人戦で滝川名人に挑む。千日手が多く対局数が増え10対局となるも、3勝4敗3分で敗れる。その後に一気に老け込み、名人戦から1か月後に絶命する。背に想い人を象った刺青を彫っている。遺言で佐伯に遺灰を愛人が眠る海に流すことと滝川名人を破ることを託した。
三国イワン（みくに イワン）
ロシア出身。日本に亡命しており、旧名は「イワン・ミクリコフ」。土居学九段門下。作中随一の長身（氷室曰く「2メートル近い」）。
25歳でチェス世界チャンピオンとなり、5年間チェスの王者を守ったチェスの至宝的存在。持ち駒を使わない、駒を立てるなど、独自の「チェス式将棋」を指す。第56期A級順位戦は3勝で辛うじて降級を免れた。チェスプレイヤーだった父親がGHQで御神とチェスを指した際に持ち駒を使う反則手をして敗北した後に自殺した経緯から三国自身も将棋を根底では嫌っている。しかし、氷室との対局で駒の声を聞き、父が持ち駒を使った理由を理解した。第57期A級順位戦第8戦では光本戦で不戦勝となり、氷室と佐伯の対局の解説を途中までしていた。
なお、GHQに関するエピソードは実話をヒントに作られているが、作中の御神の立場で実際にGHQに赴いたのは升田幸三（刈田升三のモデル）である。
首藤崇（しゅとう たかし）
滝川よりも少し上の世代。リーグ戦で毎年上位にいる実力者。
会うなり「弱そう」と氷室から言われるほど頼りない風貌だが、その棋力は駒が光って見えるほど高い。滝川を除けば自分が最強という「2番の男」に自負心を持つ。氷室の強さにその地位を危うくするものを感じたか、対局中に突如「蛇」を名乗り出した。奨励会時代、二段までは滝川に勝ち続けており、「滝川でさえ歯が立たなかった」と言われるほど。三段リーグ時代に師匠から滝川戦で八百長で負けるよう言い含められたことがあり、逆に勝とうと躍起になったが敗北。屈辱のあまり盤に出血するほどの頭突きを繰り返した。それ以来滝川とは対局していない。以後、強い相手と戦うと古傷が開いて流血するため、時々真っ赤なバンドを頭に巻いて対局している。第57期A級順位戦では第7戦まで氷室戦と佐伯戦以外では勝利を続けており5勝2敗と名人挑戦権を残していたが、第8戦で土居に敗れ名人挑戦権を失う。
光本龍一（みつもと りゅういち）
大企業「光本コンツェルン」の総帥。
あらゆる人物と人脈があり、大金を使いながら自由奔放に生きている。バカンス三昧の生活を送っていた。対局に現れないことで不戦敗になることも多く、対局相手にとって光本戦で不戦勝になることが恒例と言われるほど。だが、氷室戦では氷室に特別な興味を示して対局場に現れた。将棋は1人で覚えたらしく、完全に「ゲーム」だと言い切るものの、その棋力は確か。大規模な仕込み（対局中禁止されているはずの携帯電話を持ち込んで会話したり、コンピューターソフトウェアで優劣を判定させるなど）や賭けを絡めた享楽的な将棋を好むが、氷室との対局で指すことへの興奮を体感していく。
土居学（どい まなぶ）
御神の弟弟子（本人曰く「師匠と弟子に近い関係」）。
名人と会長の地位を手に入れて将棋界を牛耳らんとする野心家。目的達成のために腹痛で指し続けられないふりをすると言った姑息で卑劣な手段も容赦なく使う。氷室にはあっけなく負けたが、棋力は天空にも「あの男は強い」と評されるほどである。日本チェス普及会の重職にも就いており、三国を招聘させている。第57期A級順位戦では第7戦まで氷室戦と佐伯戦以外では勝利、第8戦で5勝2敗と順位戦の戦績が同じだった首藤に勝利して6勝2敗とし、最終戦の山内戦で名人戦挑戦権争いに望みをかけたが、山内に敗れて挑戦はお預けとなった。氷室と初めて顔を合わせたのは同じ新幹線の同じ車両（グリーン車）に偶然乗り合わせた時で、グリーン券を持っていなかった氷室のグリーン料金を立て替えた。10年後もA級棋士であるが、大原鉄太に敗れていた。
モデルは能條純一がかつて訪れた北マリアナ諸島のロタ島でガイドをしていた人間。モデルの土居学は現在カンボジア シェムリアップ在住。
山内和馬（やまうち かずま）
村森の兄弟子。異名は「浪速の勝負師」。山梨県出身。関西奨励会所属。
中学入学と同時に佐東というプロ棋士を師事するために単身大阪に渡った。そのため大阪弁を話す。第57期A級順位戦第6戦の氷室との対局では村森の弔い合戦と称し、彼の一手一手を代わりに指す。よって厳密には山内対氷室というよりも、亡き村森のリベンジ戦の様相を呈した対局になった。村森が死ぬ直前に出した（村森から山内に伝えられていた）勝ちの一手を指し、氷室に勝利する。第6戦で4勝2敗と名人挑戦権を残していたが、第7戦の佐伯戦には完敗して、名人挑戦権を失い、第8戦で刈田戦にも敗れる。第9戦の土居戦で勝利した後に佐伯と天空との対局の解説をした。ちょび髭、蝶ネクタイ、メガネなど、漫才師のような格好をしている。名前のモデルはアマチュア強豪の山内一馬だが、外見は全く違うキャラクターとして描かれている。
坂口吾平（さかぐち ごへい）
異人奇人が跋扈している作中では珍しく、ごく一般の中年棋士。既婚者。
何事もきちっとしていないと生理的にダメなタイプであり、相手が指した歪んだ向きの駒を揃えたがる。第57期A級順位戦第6戦を終了して2勝4敗で第7戦に氷室と対局し、村森の死や幸田の豹変振りに心を乱した氷室を容赦なく老獪に攻め、勝利する。

#### B級
虎丸竹千代（とらまる たけちよ）
氷室にとって書類上の師匠。妻子持ち。
将棋界入りに一役買う。大原を人一倍尊敬している。棋力自体はピークを過ぎているが、将棋への純粋な愛は誰にも劣らない。氷室からも「信じられないほど弱い」と評されつつも将棋への愛を理由に師匠として認められている。プロ入りから10年かけてB級入り。若い頃は「棋聖再来」と話題になるほどの才能を示し、大原にも勝ったほどでA級入り寸前だったこともある。しかし、その一戦で大原曰く「棋士としての運を使い果たし」、凡庸な棋士に成り下がる。氷室と同い年の娘「竹子」は大原が名づけたものだが、それは「平凡に生きろ」という、虎丸への引導と同じ意味だった。家族はバラバラになり、妻は入院生活を送っている。対局の時には竹子に引っ張られた長めのネクタイを験担ぎに着用していた。B級で昇級してきた佐伯に勝つが、佐伯が氷室との対局を避けるために故意に敗北したものであり、この勝利にかえって調子を崩し連敗。家族とのやり直し、そしてB級棋士残留を賭けて、弟子の氷室との対局に挑むこととなる。

#### C級
武者小路和清（むしゃのこうじかずきよ）
演 - 宇梶剛士
滝川の同期。六段。異名は「歩くコンピューター」。1968年10月27日生まれ。血液型A型。
「頭の中に3万通りの棋譜が記録している」と言われているデジタル棋士。奨励会時代から将来の名人候補と騒がれていた。プロに入りたての頃に滝川戦で勝利目前だった対局で自玉に利きを晒す手を指して負け、その対局の直後に車が休みなしに行き交う車道を悠然と渡りきった滝川の後を追って交通事故に遭った。その日が「占いで5年に一度ともいえる星ゼロの日」だったのをきっかけで占いを信じるようになる。占いで対局日の運勢が良ければ全身をその日のラッキーカラーで包んで対局に臨む一方で、占いで対局日の運勢が悪ければ家に一日中引きこもり、対局を放棄して不戦敗を選んでおり、「運勢の亡者」になり下がっている。自分の対局だけでなく、他のプロ棋士同士の対局も占いの運勢によって決まると信じている。第53期C級2組順位戦の氷室戦を前に「もし氷室に負けたら自分の存在を全宇宙から抹殺する」との決意文を将棋連盟のあちこちに貼り付けた上で対局するが、最後は勝ち筋のために占いのアンラッキーカラーを出すか、占いのアンラッキーカラーを避けて負け筋を指すかで、占いに惑わされ、体が動かなくなって時間切れ負けを喫した。
大和岬（やまと みさき）
演 - 雛形あきこ
作中唯一の女性棋士。千葉県木更津市出身。大和天空九段門下。旧姓は小池。
氷室と同世代。対局相手を惑わす美貌を持つ。幼少期から真剣師である父の後ろから父の対局を見守り続けるが、父が少年時代の滝川に敗れた後、借金の肩代わりと引き換えに天空へ養子に出される。駒が光るほどの強さを発揮するが、根底では自分に異常な愛を求めてくる天空や、自分の人生を狂わせた将棋を憎んでいる。この状況を救ってくれるのは氷室であると考えており、氷室に父親の姿を重ね、愛するようになる。対局に勝利すると、対局相手からネクタイなどの戦利品を奪い取るのが趣味。氷室将介からは氷室自身を得ようとした。氷室との対局後は秋葉原将棋倶楽部に居座るようになる。氷室を愛していたが、氷室が将棋しか見ていなかったため、やっとのことで諦めた。その後、将棋界とは無縁の男性と結婚して将棋連盟を退会。結婚後は養父・天空との連絡を断ち、将棋も封印している。
佐伯宗光（さえき むねみつ）
滝川の次世代と目される新鋭棋士。1979年生まれ。神奈川県横浜市出身。古葉健九段門下。
コンピューターに造詣が深く、「新人類」と評される天才少年。滝川が作った最年少記録を次々と塗り替え、16歳で五段に昇格している。その駒は火花を放つような光を発するように氷室に映ったほど。氷室、滝川と比べてもはるかに短い手で相手を負かすなどその強さは人間離れしたものを見せる。将棋はあくまでも「ゲーム」であり、その人物の感情や気迫、生き様等は無意味と考えている。四段時代に角落ちの滝川名人に勝利をしている。氷室に異常に執着しており、氷室が滝川との対局のことしか考えていないことに激しく嫉妬している。第54期C級1組順位戦で氷室と対局し、勝ち寸前までいくも敗着手を指して敗れる。第55期B級2組順位戦では虎丸にわざと敗北するもその他の全ての対局に勝利し、B級1組に昇級。第56期B級1組順位戦では氷室に100％勝つ保証がないと考え不戦敗を選択するが、それ以外の全ての対局に勝ち、A級に昇級。C級1組からA級までの昇級は全て氷室と同じ時期であった。第57期A級順位戦では第7戦終了時点で氷室・土居・首藤が5勝2敗であり6勝1敗が1人もいない中、1人だけ7連勝をし、自力1位が1人だけとなって名人挑戦権に一番近づく。対氷室用に「佐伯スペシャル」を考案し、第8戦の氷室戦で披露したが、時間切れ負けを喫する。さらに天空に敗れて氷室とのプレーオフとなるが、氷室に捨て身の特攻をかけて敗れ去り、その敗北の様を見た刈田は佐伯はもう一生氷室に勝てないと評した。
10年後もA級棋士ではあり大原鉄太に勝利するも、関崎に敗北して名人挑戦権を逃した。
作中では氷室と何回も対局したり、天空との戦いがピックアップされたりするなど露出が多く、作中で人間成長の過程が描かれている。作中でも屈指の美男子でもある。ヴァイオリンを習っているが、演奏は下手。
モデルは佐藤康光。

#### 奨励会員
坂東（ばんどう）
作中における最初の対局相手。二段。
残り1勝をすれば昇段する好成績だったが、氷室との対局に敗れて自信喪失。その後はまったく勝てなくなり、将棋を指すのが怖くなった。
関崎勉（かんざき つとむ）
演 - 阿部サダヲ
坂東に次ぐ対局相手。三段リーグのランク1位。1973年生まれ。神奈川県出身。
口が悪くお調子者。氷室の試験相手となったが、無残な詰みを食らった。氷室に負けた棋士や奨励会員は自身の才覚の無さを思い知らされて絶望する者もいる中、したたかに将棋界に生き残り続ける。第14回三段リーグでは氷室と幸田に負けた。また、おかめの仮面をかぶった滝川との目隠し将棋でも負けたが、その後も度々登場し、10年後にはA級棋士になっており、佐伯を破っている。
モデルは先崎学で、作中の関崎よりも先崎本人の方がプライドが高いと評されている。
村森聖（むらもり さとし）
演 - 伊東努
奨励会において強さを発揮する実力者。異名は「地獄からの使者」。大阪府出身。
かつて奨励会で連戦連勝を続ける滝川に初黒星をつけた。持病がなければ間違いなくA級と言われているが、病がたたって実力以下の段位に甘んじている。氷室との対局に死を覚悟し、剃髪と白スーツで挑むが敗北する。負けた直後は鮮やかな決まり手に敗北ながら納得の表情だったが、そこで負けを認めたことを後々悔いていた。氷室を追うかのようにプロになりB級2組六段まで進むも、病状が悪化し入院生活を強いられ、氷室との再戦はかなわなかった。氷室戦での敗戦以降、氷室に勝つための将棋人生を始め、病床中も氷室戦の対局の打開策をひたすら模索した。残った人生の時間全部を持ち時間に使って次の一手を考え、勝ちの一手を浮かんだのは死の直前であった。最終段位は七段（生前に取得した段位であるのか逝去による贈七段であるのかは不明）。なお、父親もプロ棋士を目指す将棋指しだったが、聖と同じ病気で死んでいる。
モデルは村山聖。
鈴本永吉（すずもと えいきち）
演 - 高嶋政伸
年齢規定を控えた壮年棋士。1962年12月生まれ。北海道美唄市出身。刈田升三九段門下。既婚者。
14歳の時に、弟子を取らないと公言していた刈田に弟子入りを志願して対局をし、座興ではあったものの当時棋界最高峰だった刈田に勝利し、唯一の弟子となる。19歳で三段昇格。三段リーグで滝川と対戦し、全勝同士の勝負だったが、滝川が遅刻をして不戦勝。直後に滝川から夫人が流産したことを告げられる。その日を境に残りの三段リーグの対局に1つも勝てなくなり、プロ入りを逃す。11年間三段に甘んじた。年齢制限のためプロ入りできなければプロ断念となる第14回三段リーグ第5戦では幸田戦で負けを確信した時に勝ち筋があると氷室に教えられて勝ち筋を見つけるが、将棋は1人の力で闘うものとして投了して敗戦。第17戦の氷室戦では相入玉で持将棋模様となるが、駒数の点数で上回ったため勝利し、氷室に公式戦で初めて勝利した棋士となる。最終戦の相手である木川純之は過去得意としていた相手で、勝てば自力でプロ入りが決まったが、氷室戦の後遺症で将棋盤が見るのも怖くなり不戦敗したため、自力プロ入りを逃し16勝2敗。一方で15勝1敗氷室が最終戦の幸田戦で負ければ、順位規定で鈴本が2位通過でプロ入りできたが、氷室が幸田に勝ったため3位に終わり、年齢制限により三段止まりで奨励会を退会。三段リーグ最終日で念願の子供が生まれ、「永介」と名付ける。その後、地元の北海道に戻ってコンビニで働く一方で将棋を続け、アマチュア名人になる。氷室の棋風とは対照的な、負かした相手が清清しさを感じるような嫌味のない棋風。将棋同様に性格もお人よしでユーモラス。北海道から東京までジョギングしながらで来てしまう等、その行動もなかなか突飛。熾烈な戦いを続ける氷室を影で案じており、しばしば登場する。氷室が名人位を獲得した翌年から、将棋連盟職員となっている。
モデルは、奨励会退会後アマ棋界で活躍した　鈴木英春。
幸田真澄（こうだ ますみ）
演 - 細川茂樹
氷室の同期。大原巌十五世名人門下。1975年生まれ。京都府出身。関西奨励会所属。
棋士に似つかわしくない長身のイケメン。滝川以来のスピード昇格を果たした有望株。「将来の名人」と期待され、最初のうちは氷室をライバル視していた。三段リーグでは、氷室戦を除き全勝でプロ入り。その後、王竜戦では3回戦で敗退、C級2組順位戦の岬戦で敗戦、氷室戦でも「タコの投了図」で完敗している。
C級2組で廃業して以降、大阪で荒れた生活を送っていた。プロ棋士に未練があり、坂口に特例でのプロ復帰を懇願していたが、「棋士への復帰よりも氷室の敗北」が望みだったのではないかと推測されている。
モデルは郷田真隆。

### 職員
上谷（かみや）
奨励会幹事。規律を重んじる保守派。
三段がリーグ戦になった1987年頃から幹事をしている。それ以降、奨励会員たちの激闘・苦悩、生き様を見届けている。
小俣（おまた）
将棋連盟専務理事。元A級棋士。村木武雄十四世名人門下（一番弟子）。
保身にとらわれがちな小者。兄弟子として、滝川に名人の権威を守らせようとするが逆に手を焼かされている。大原死亡後に将棋連盟会長代行となり、その後に将棋連盟会長となる。裏で賭け将棋をしたこともあり、そのために幸田や丸亀修にゆすられたこともある。非公式の名人対王竜戦では滝川に身代わりとして差し向けられた。10年後も将棋連盟会長であり続けている。
森圭太（もり けいた）
将棋連盟理事。少々荒っぽい革命派。
全棋士トーナメント「王竜戦」の創設者。優勝者になった王竜と名人を「東京ドームで対局させる」という構想があったものの、大原の逝去により「毎毎新聞」が承認しなかったため、同棋戦は頓挫してしまう。数々の勝負をその目に見守る。奨励会時代には刈田の煙草の使いをしていた。
モデルは森雞二。

### 親族
村森妙子（むらもり たえこ）
演 - 中原早苗
村森の母。大阪府在住。
食堂で働いている中年女性。気丈に振る舞っている一方、息子のことをいつも気にかける優しい性格。村森は氷室と対局したことで将棋の楽しさを覚えたと考え、母親として氷室に感謝をしている。夫を村森が患っているものと同じ病気で亡くしており、村森にはその死因を偽っていた。
鈴本和代（すずもと かずよ）
演 - 中島ひろ子
鈴本の妻。2度の流産という過酷な目に遭いながらも、鈴本を陰日向と支える。2度目の妊娠の際、滝川に迷惑をかけた事を氷室に教える。鈴本が対局を終えた時に「負けましたかぁ?」と聞くことが将棋指しの妻としての結婚条件であったが、そのエピソードの真意を語るシーンは物語でも印象的なシーンの一つ。
小池十兵衛（こいけ じゅうべえ）
演 - 深水三章
岬の実父。「死神十兵衛」の異名を取った真剣師。
小俣ら村木一門を総なめにして村木との対局を熱望をする。そしてついに村木が指定した場所で対局の機会が訪れるが、村木がいるはずの対局場で待ち構えていた当時12歳の滝川と対局し敗れ絶望する。その後、自殺を装うが、その時本気で自分に別れを告げる岬を見て彼女を天空に預けることを決意。その後で木更津の病院で病死。家に岬への遺言を残していた。
モデルは「新宿の殺し屋」などの異名を持つ実在の真剣師、小池重明。
村木ゆう子（むらき ゆうこ）
村木の妻。かつては天空の女であった。村木の存命中から、滝川と愛人関係にあった。第57期名人戦の前日に水死。
ユーリ・ミクリコフ
三国の父。ソ連外交官。かつてGHQでマッカーサーの立ち会いの元で御神とチェスを指したことがあり、持ち駒を使って反則負けを喫した。
チェスの駒の声を聞いた上での着手だったので本人は悔いを残さなかったが、その対局がマッカーサーにとって日露を天秤にかけるものであったため、重責から自殺する。
氷室 銀子（ひむろ ぎんこ）
演 - 渡辺典子
氷室の母。旧姓は御神。
長らく伏せられていたが、物語終盤ようやく人物像が明らかになる。父の引退後、同じく高知県に移る。やがて町長の息子と結婚するが、その一方で刈田と密会を続けていた。1975年妊娠が発覚し、離婚協議をすることとなり、刈田との子供である氷室を産む。その後、氷室を陰ながら見守っていた。
後に息子がプロ棋士になると聞き、大阪から手紙を送る。大阪にある病院で刈田に看取られて病死。結局、氷室との再会は叶わなかった。
大原鉄太（おおはら てつた）
大原の孫。大原巌十五世名人門下。
祖父から氷室の強さを常々聞かされており、氷室が三段リーグで唯一負けた鈴本戦もわざと負けたことを知っている。小学生時代に氷室と大原の対局中に、酸素ボンベが無くなって呼吸困難になった大原を助けるために氷室に対局を止める様に割って入るが、結局は最後までその対局を見続ける。「棋士になれば分かる。10年後に対局しよう」と氷室に言われる。
鉄太の棋才は早くから尋常なものではなかったらしく、大原は「わしは10年後、鉄太と（名人戦で）たたかうんじゃ」というのを生きがいとして思い直し、それを実現するために一時息を吹き返したほど（つまり孫という多少のひいき目があったにしても、大原をして「いずれはプロになってタイトル戦に挑めるような棋士になる」と認めていたと言う事）である。最終回、祖父の死の13年後にA級順位戦で佐伯以外に勝利して名人挑戦権を獲得し、名人である氷室と祖父の死んだ舞台で対局するところで物語は終了する。

### その他
宮良（みやら）
立原の上司。「毎毎新聞」文化部のデスク。
将棋記者歴が長い。プロ入り後に滝川に敗れた武者小路が対局後に交通事故に遭ったのを遠目で目撃している。古葉の食事の好みに詳しい。
丸亀修（まるかめ おさむ）
氷室の兄弟子。「秋葉原将棋倶楽部」のオーナー。御神三吉九段門下（氷室を除けば唯一の弟子）。通称「鬼亀」、「でば亀」（こちらは氷室のみ）。
かつては名人候補と目された有望棋士だったが、御神が除名された日に連盟に辞表をたたき付けた。本人は村木への反発でやめたと言うが、氷室に村木が怖くなって逃げたと指摘され、御神の幻影に動揺していた。棋士を辞めた後は真剣師の人生を始め、死神十兵衛と全国行脚をし、将棋倶楽部も賭け将棋で得た金で開いた。御神も氷室に「困ったら丸亀を頼れ」と言い残しており、何かと氷室の世話を焼く。棋士を辞めても棋力は衰えておらず、小俣をあっけなく負かすほどの棋力を持つ。

## テレビドラマ
2000年1月17日より3月13日まで毎週月曜日20:00 - 20:54に、テレビ朝日系列の「月曜ドラマ・イン」枠で放送された。主演は森田剛。
「月曜ドラマ・イン」の最後の作品である。

### ドラマオリジナルキャラクター
主要人物は#登場人物を参照。
その他は、テレビドラマデータベースを参照。
石丸千代子（いしまる ちよこ）
演 - 川島なお美
原作の丸亀修に相当する人物。氷室が居候している将棋クラブのオーナー。
生前棋士であった夫を他界後もなお慕っている。大原に関係を迫られるほか、氷室や滝川に好意めいたものを持たれる場面もある。

### スタッフ
- 脚本 - 尾崎将也
- 音楽 - 寺嶋民哉
- 演出 - 塚本連平・小松隆志（MMJ）、六車俊治（テレビ朝日）
- 主題歌 - V6「野性の花」（avex trax）
- 原案協力 - 笹原博、安達健裕、坪内崇 （小学館「ビッグコミックスピリッツ」編集部）
- チーフプロデューサー - 桑田潔（テレビ朝日）
- プロデューサー - 杉山登（テレビ朝日）、遠田孝一（MMJ）
- 協力プロデューサー - 東城祐司（MMJ）、両沢和幸
- 将棋監修 - 河口俊彦（将棋棋士）…原作でも監修を務めた
- 技術協力 - テイクシステムズ
- 美術協力 - テレビ朝日クリエイト、東京美工
- 製作 - テレビ朝日、MMJ

### 放送日程
| 各話                                                      | 放送日        | サブタイトル                  | 演出     | 視聴率 |
| --------------------------------------------------------- | ------------- | ----------------------------- | -------- | ------ |
| 第1局                                                     | 2000年1月17日 | 命がけのバトル今始まる!       | 塚本連平 | 10.9%  |
| 第2局                                                     | 2000年1月24日 | 死闘!! 地獄からの死者         | 塚本連平 | 08.8%  |
| 第3局                                                     | 2000年1月31日 | 運勢最悪 傷だらけの将介の逆襲 | 小松隆志 | 08.1%  |
| 第4局                                                     | 2000年2月07日 | 情は無用 崖っぷち親友と対決   | 小松隆志 | 10.0%  |
| 第5局                                                     | 2000年2月14日 | 誘惑! 愛を乞う女勝負師        | 塚本連平 | 08.7%  |
| 第6局                                                     | 2000年2月21日 | 手段は選ばぬ! 3人の名人戦     | 塚本連平 | 09.1%  |
| 第7局                                                     | 2000年2月28日 | 衝撃!! 氷室将介出生の秘密     | 小松隆志 | 08.9%  |
| 第8局                                                     | 2000年3月06日 | 大原死す 殺したのは氷室将介   | 六車俊治 | 07.5%  |
| 最終局                                                    | 2000年3月13日 | 最後の戦い 氷室が負ける!?     | 塚本連平 | 07.7%  |
| 平均視聴率 8.9%（視聴率は関東地区・ビデオリサーチ社調べ） |               |                               |          |        |

| テレビ朝日系列 月曜ドラマ・イン    | テレビ朝日系列 月曜ドラマ・イン               | テレビ朝日系列 月曜ドラマ・イン |
| 前番組                             | 番組名                                        | 次番組 |
| ---------------------------------- | --------------------------------------------- | --- |
| ベストフレンド                     | 月下の棋士                                    | （廃枠） |
| テレビ朝日系列 月曜20:00 - 20:48枠 |                                               | |
| ベストフレンド ※20:00 - 20:54      | 月下の棋士                                    | スポコン! ※19:54 - 20:48 |
| テレビ朝日 月曜20:48 - 20:54枠     |                                               | |
| ベストフレンド ※19:54 - 20:48      | 月下の棋士 【ここまでネットワークセールス枠】 | 街角 ※20:48 - 20:50 【6分繰り上げ】 【ここからローカルセールス枠】都のかほり ※20:50 - 20:54 【6分繰り上げ】 【ここからローカルセールス枠】 |

## ゲーム
- 月下の棋士 -王竜戦-（プレイステーション版、セガサターン版）1996年11月21日発売。発売はバンプレスト、開発はaccess。

「王竜戦編」「じっちゃん修行編」「定跡などない!編」「宿命の対決編」の四つから選択できる。シナリオモードの「王竜戦編」はプレイヤーキャラクター氷室将介（声：檜山修之）が9人の棋士相手に勝ち抜くトーナメント方式。一回戦は関崎勉四段（声：千葉繁）、二回戦は村森聖四段（声：梁田清之）、三回戦は鈴本永吉アマ（声：茶風林）、四回戦は武者小路和清四段（声：山野井仁）、五回戦は幸田真澄四段（声：子安武人）、六回戦は大和岬四段（声：三石琴乃）、七回戦は刈田升三元名人（声：千葉繁）、準決勝は大原巌永世名人（声：加藤精三）、決勝は滝川幸次名人（声：飛田展男）。他の声は御神三吉（声：塚田正昭）、プロローグで王竜戦を告げるナレーション（声：長嶝高士）がある。

## 遊技機(パチンコ)
- CR月下の棋士〜連閃連勝編〜（サンセイR&D）2008年9月発売。